# Helmut Fiehn
Helmut Fiehn (19 de Fevereiro de 1916 - 23 de Abril de 1943) foi um comandante de U-Boot que serviu na Kriegsmarine durante a Segunda Guerra Mundial.